# Glycolaldéhyde
Le glycolaldéhyde (C2H4O2) est la molécule la plus simple qui possède à la fois un groupe hydroxyle et un groupe aldéhyde. Sa formule chimique est HC(=O)-CH2-OH. Cette molécule est apparentée à celles des oses, sans toutefois faire partie de cette famille, puisque les oses comportent un groupe carbonyle et au moins deux groupes hydroxyle. L'ose le plus simple est le glycéraldéhyde.
Le glycolaldéhyde peut être obtenu par oxydation partielle de l'éthylène glycol, ou, transitoirement, par oxydation des polyols (glycérol, sorbitol, mannitol, etc.) à l'aide du periodate de sodium.
En chimie prébiotique, on montre que le phosphate de glycolaldéhyde, CHO-CH2O-PO3H2, peut conduire, en présence de méthanal, à du ribose. Ce sucre — l'un des plus simples — a aussi été découvert autour de la comète C/2014 Q2 (Lovejoy) parmi 21 composés organiques dont de l'éthanol.